# Igor Gantsevich
Igor Gantsevich (7 luglio 1988) è uno schermidore canadese.

## Palmarès
In carriera ha conseguito i seguenti risultati:
- Giochi Panamericani:

Guadalajara 2011: bronzo nella spada a squadre.